# Uitrijrecht
Uitrijrecht is een recht dat een passagier heeft om bij het gebruik van een middel van het openbaar vervoer de gehele rit nog te mogen uitzitten tot het eindpunt na het verstrijken van de geldigheidsduur van een rit met overstaprecht. Dit uitrijrecht was in Nederland gebruikelijk bij stadsvervoerbedrijven zoals het GVB in Amsterdam waar tot oktober 1977 nog een eenheidstarief gold.
Op een overstapkaartje bestond een recht om tot 45 minuten na afstempeling op een andere lijn te mogen overstappen. Indien men bijvoorbeeld kort voor het verstrijken van de 45 minuten overstaptijd instapte mocht men toch de gehele rit blijven zitten hoelang die ook duurde.
Na de komst van het zonetarief in oktober 1977 verviel dit recht en diende men bij het verstrijken van de geldigheidsduur opnieuw af te stempelen.
Bij bijvoorbeeld de MIVB in Brussel bestaat dit recht nog steeds.